# Мышиный дом
«Мыши́ный дом» (англ. House of Mouse; более точный перевод — «Дом Мауса» или «Театр Мауса») — диснеевский мультсериал, построенный по принципу «шоу в шоу».

## Сюжет
Микки Маус и его друзья (Дональд Дак, Дейзи Дак, Гуфи и др.) приглашают персонажей из различных диснеевских полнометражных мультфильмов («Аладдин», «Геркулес», «Красавица и Чудовище», «Белоснежка», «Золушка» и т. п.) в свой клуб, где показывают классические мультфильмы студии Уолта Диснея. В промежутках между мультфильмами зрители видят жизнь клуба: Микки помогает гостям решить их проблемы, улаживает конфликты и устраняет неполадки, вызванные Питом, который всеми способами пытается сорвать шоу и добиться закрытия заведения.

## Эпизоды
Было выпущено 52 серии:

### Сезон 1
1. Украденные мультики
2. Злой серый волк
3. Три кабальеро
4. Свидание Гуфи
5. Тимон и Пумба
6. Джимини Крикет
7. Отключение клуба
8. Гуфи уходит
9. День оплаты аренды
10. Дональд продаёт лампу
11. Дональд шутит
12. Спасибо Минни
13. Плуто спасает день

### Сезон 2
1. Дебют Дейзи
2. Гуфи на день
3. Большой секрет Кларабелль
4. Мышь, которая придёт на ужин
5. Новая машина Макса
6. Не такой Гуфи
7. Все любят Микки
8. Свидание Макса
9. Где Минни?
10. Супер Гуф
11. Визит короля Ларри
12. Вечер дам
13. Деннис Дак

### Сезон 3
1. Внезапный Аид
2. Шоу Пита
3. Дом преступлений
4. Большие каникулы Микки и Минни
5. Дональд и Аракуан
6. Волшебное меню Гуфи
7. Музыкальный день
8. Дом Скруджа
9. Дональд хочет летать
10. Громкий Гуфи
11. Чип и Дейл
12. Хамфри в доме
13. Спросите Ван Дрейка

### Сезон 4
1. Салют спорта
2. Плуто против Фигаро
3. Волшебный дом
4. Микки против Шелби
5. Дом неудачников
6. Рождественский скачок Пита
7. Рождественский лист Кларабелль
8. Снежный день
9. Хэллоуин вместе с Аидом
10. Призрачный дом
11. Дом злодеев Пита
12. Дом гениев
13. Микки и культурные разногласия

### Полнометражные мультфильмы
- Дом злодеев. Мышиный дом (Mickey’s House of Villains) — полнометражный мультфильм 2001 года, снятый по мультсериалу.
- Волшебное Рождество у Микки (Mickey’s Magical Christmas: Snowed In at the House of Mouse)